# Onthophagus rhombocephalus
Onthophagus rhombocephalus là một loài bọ cánh cứng trong họ Bọ hung (Scarabaeidae).